# Kāvelān-e Soflá
Kāvelān-e Soflá (persiska: کاولان سفلی, Kāvlān) är en ort i Iran.   Den ligger i provinsen Västazarbaijan, i den nordvästra delen av landet, 500 km väster om huvudstaden Teheran. Kāvelān-e Soflá ligger 1 540 meter över havet och antalet invånare är 378.
Terrängen runt Kāvelān-e Soflá är huvudsakligen kuperad. Kāvelān-e Soflá ligger nere i en dal. Runt Kāvelān-e Soflá är det ganska tätbefolkat, med 60 invånare per kvadratkilometer. Närmaste större samhälle är Sīser, 17,3 km söder om Kāvelān-e Soflá. Trakten runt Kāvelān-e Soflá består i huvudsak av gräsmarker.